# Roštýnská obora
Roštýnská obora je přírodní rezervace vyhlášená v roce 1977, která se nachází asi dva kilometry severně od obce Doupě. Jádro chráněného území bezprostředně přiléhá k hradu Roštejnu, vystavěnému na skalním výchozu. Okolí hradu je již po staletí ovlivňováno lidskou činností.
Důvodem ochrany této rezervace je zachování přírodě blízkých lesních společenstev v Jihlavských vrších s převahou buku lesního (Fagus sylvatica).  Udržení podmínek pro trvalý výskyt ohrožených druhů rostlin a živočichů  a zamezení všech vlivů negativně zasahujících do ekologické stability a druhové diverzity chráněného území. Oblast spravuje Krajský úřad Kraje Vysočina.

## Lokalita
Přírodní rezervace Roštýnská obora se nachází v Českomoravské vrchovině v okrese Jihlava na Javořické vrchovině v severní části Jihlavských vrchů v nadmořské výšce 620 – 720 metrů.  Vlastní chránění území se nalézá v okolí hradu Roštejn, 8 km severním směrem od města Telč mezi obcemi Doupě a Růžená.
V blízkosti přírodní rezervace je nachází obnovená Roštejnská obora a další přírodní rezervace rašeliniště Bažantka, přírodní památka Lukšovská nebo přírodní památka Míchova skála, kde byl údajně zastřelen poslední vlk Jihlavských lesů.

## Historie
První zmínka o oboře je v urbáři Zachariáše z Hradce z roku 1580. V oboře byli od 16. století chování mufloni a jeleni, později přibyli daňci a černá zvěř. Díky tomuto využití zůstal zachován přírodě blízký charakter lesních porostů.
Obora o rozloze 288 ha byla udržována až do roku 1945, ke zrušení oborního chovu zvěře došlo roku 1934, kdy byla vnitřní část oborního plotu rozebrána a daňčí zvěř volně vypuštěna do porostů.
Podle nejstaršího popisu z roku 1786 převládali v ploše někdejší obory bučiny – buď nesmíšené, nebo s malou příměsí smrku. V dalších letech zde bylo intenzivně těženo, ale ve východní části přírodní rezervace se zřejmě dochoval bukový porost kontinuitní s lesními porosty zpřed roku 1786. Během 19. století byla zalesňováním stále zmenšována rozloha někdejších oborních luk a pastvin. Z dnešního pohledu poněkud ke škodě celé obory jakožto významného krajinného komplexu. Umělé zalesnění těchto ploch bylo prováděno téměř bezvýhradně smrkem, jen na zamokřených loukách také olší. 
Přírodní rezervace Roštýnská obora byla vyhlášena 5. prosince 1977.
 

## Přírodní poměry

### Geomorfologie

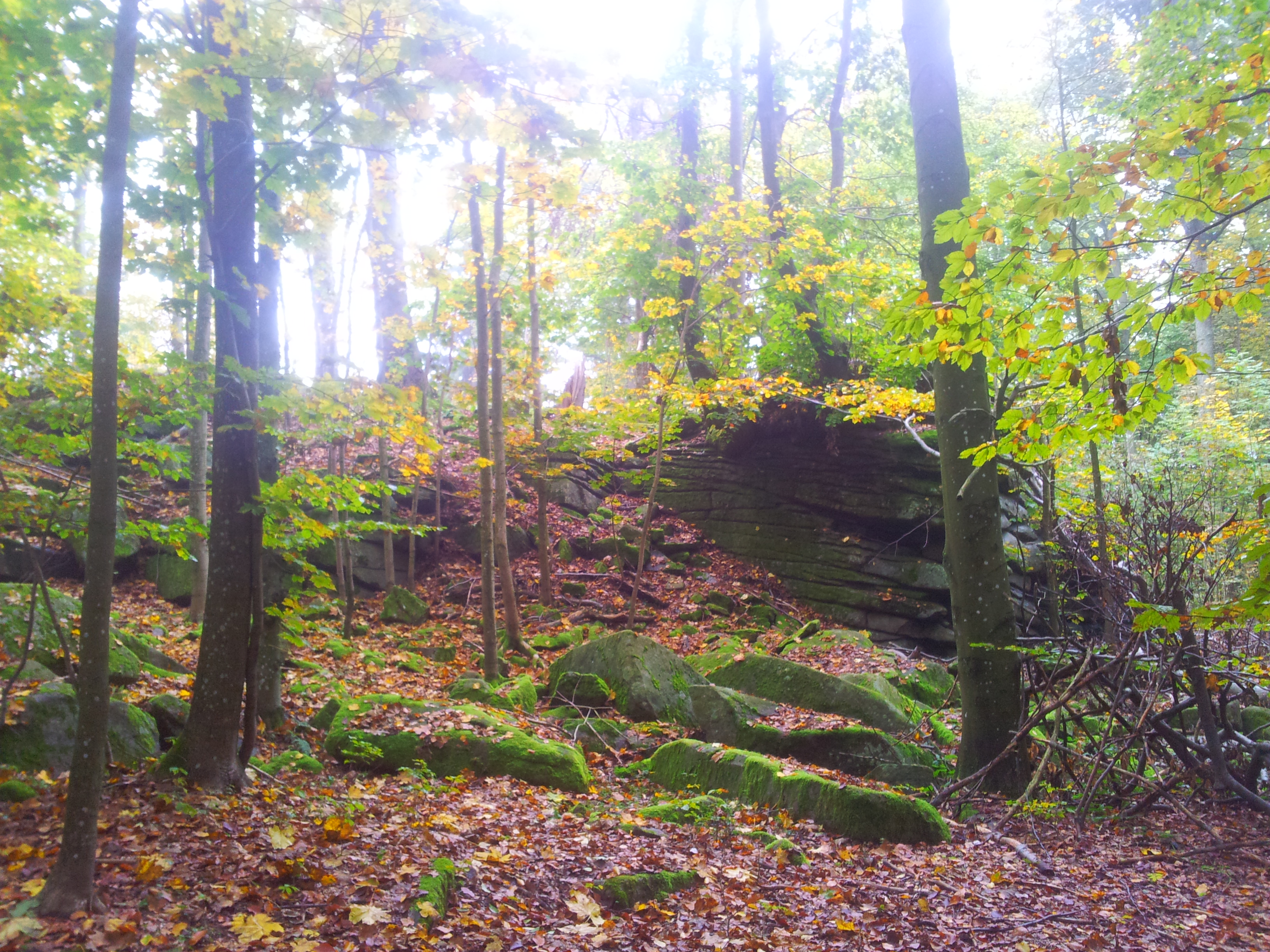
Čertovy peřiny

Podloží lokality tvoří žuly moldanubického plutonu, konkrétně je to drobnozrnná biotit-muskovitická žula, někdy též nazývána jako granit mrákotínského typu. Tento podklad je pak ve sníženině západně od hradu překryt diluviálními hlinitopísčitými sedimenty. Na skalním výchozu byl pak založen hrad.

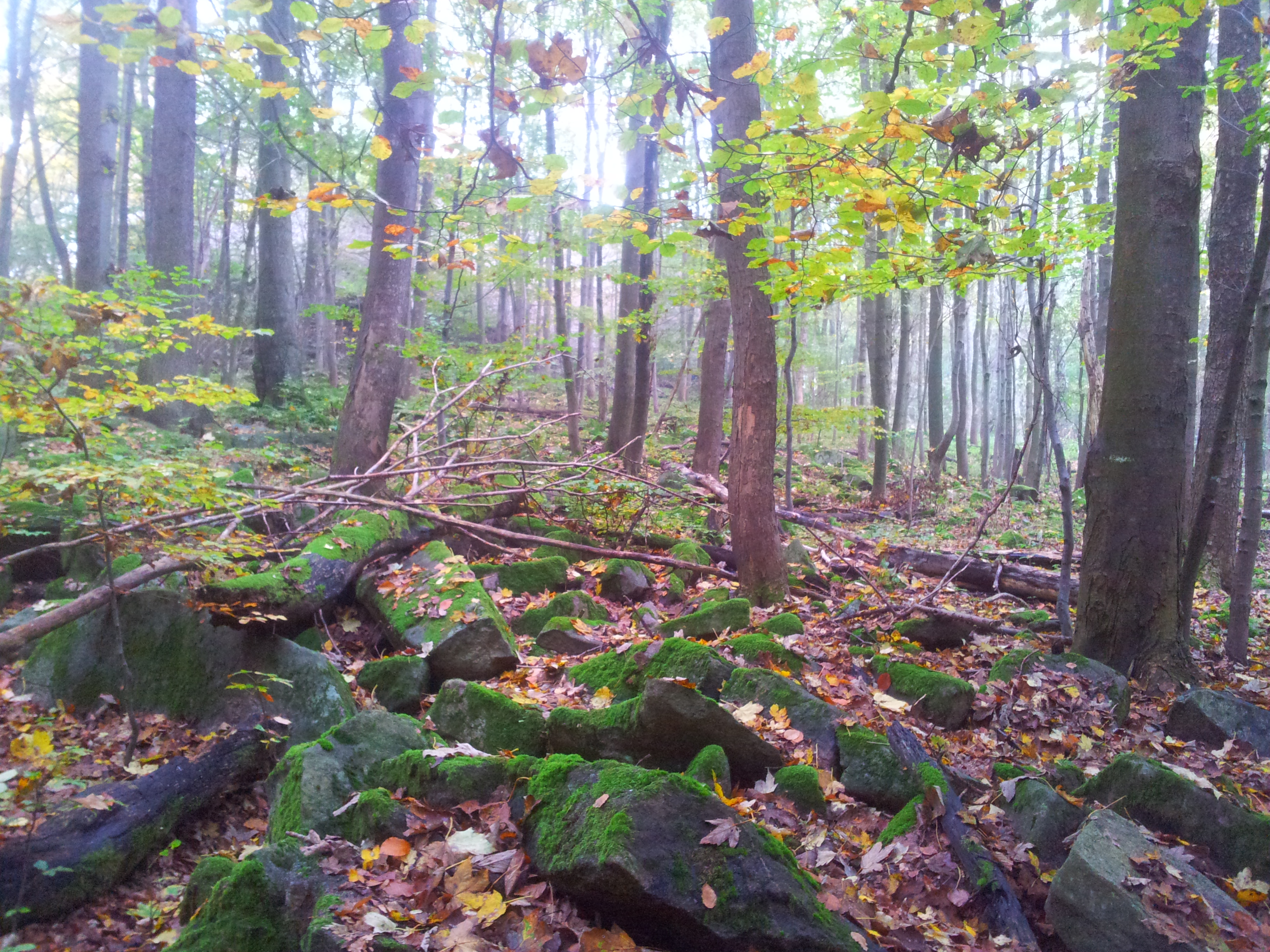
Kamenné moře

Partie, přilehlé na východní stranu hradu, jsou pokryté kamennými moři. K východu až JV vyčnívá při hradu nad okolní terén skalní výchoz typu mrazového srubu s nápadnou lavicovitou odlučností žuly, nazývaný „Čertovy peřiny“. Na východ přechází toto skalisko v krátký mrazový sráz, který je pokryt balvanovou sutí. Je však možno zde nalézt i mnohé zaoblené balvany s projevy předpleistocenního zvětrávání. V ploché podsvahové sníženině je vytvořeno rozsáhlé kamenné moře (alochtonního typu), podmíněné mrazovým zvětráváním společně se soliflukcí probíhající na podmrzlém podkladu.
Pozoruhodné jsou křemenné výplně puklin na některých balvanech, které jsou odolné vůči zvětrávání, a proto vystupují nad povrch balvanů.
Z půd převažují kyselé kambizemě a podzol, na sutích se místy vyvinuly rankery.

### Klimatické poměry
Z hlediska podnebí lze lokalitu zařadit do chladnějších okrajů mírně teplé klimatické oblasti (dle Quitta). Průměrný srážkový úhrn ve vegetačním období dosahuje zpravidla 300–400 mm, průměrný roční úhrn srážek kolísá od 455 po 745 mm. Průměrná roční teplota vzduchu je podle měření nejbližších meteorologických stanic udávána v rozmezí 6–8 °C.
Vegetačně lze ještě oblast Třešťska, zahrnující ještě Roštýnskou oboru, přiřadit k okraji 4. bukovému až 5. jedlobukovému vegetačnímu stupni středních poloh hercynských pohoří 600–700 m n. m.

### Flóra
Na území přírodní rezervace se nachází převážně zástupci svazu Luzulo-Fagion, tedy charakteru bikových bučin. Lze zde spatřit všechna vývojová stádia středoevropského listnatého lesa. Na lokalitě převládá buk lesní (Fagus sylvatica), který tvoří stromové patro, nicméně je zde značně zastoupen i smrk ztepilý (Picea abies). Vzácně dotváří stromové patro i jedle bělokorá (Abies alba). Pod bučinou roste relativně chudé bylinné patro s běžnými druhy, jako je ostřice kulkonosná (Carex pilulifera), šťavel kyselý (Oxalis acetosella), pstroček dvoulistý (Maianthemum bifolium) či bika chlupatá (Luzula pilosa). Významně se uplatňuje také netýkavka nedůtklivá (Impatiens nolitangre). Přechodný charakter blízký květnatým bučinám mají porostní partie s hojnějším zastoupením bukovince kapraďovitého (Phegopteris dryopteris) s mařinkou vonnou (Galium odoratum).
Pestřejší je vegetace na humózních sutích kolem hradu. V dřevinném patře se prosazuje javor mléč (Acer platanoides), javor klen (Acer pseudoplatanus), jasan ztepilý (Fraxinus excelsior), ustupující jilm horský (Ulmus glabra) a vzácně také lípa malolistá (Tilia cordata).
V podrostu se vyskytují některé druhy suťových lesů a květnatých bučin, jako například kopytník evropský (Asarum europaeum), svízel vonný (Galium odoratum), samorostlík klasnatý (Actea spicata), hluchavka skvrnitá (Lamium maculatum), kapraď samec (Dryopteris filix-mas) a další. Na skalách roste osladič obecný (Polypodium vulgare).

### Houby
Vyskytují se zde také chorošovité houby, ze vzácnějších můžeme jmenovat např. smolokorku bukovou (Ischnoderma resinosum), pórnatku krásnopórou (Junghuhnia nitida) nebo outkovečku cizopasnou (Antrodiella parasitica).

### Fauna
V přírodní rezervaci je v posledních letech studována fauna motýlů. Výsledky tohoto inventarizačního průzkumů ukazují významnost lokality. Z charakteristických druhů pro listnaté lesy se zde například vyskytuje šedokřídlec zelenavý (Acasis viretata), různorožec černopásný (Fagivorina arenaria) a šedavka bučinová (Apamea illyria).
Z druhů vázaných na tyto přírodní podmínky se zde velmi hojně vyskytují šedokřídlec javorový (Nothocasis sertata) a píďalka žlutohlavá (Ecliptocera capitata) vázaná na podrost netýkavky (Impatiens sp.). Píďalka prameništní (Lampropteryx otregiata) je bioindikačním druhem podmáčených smrčin a spolu s osenicí Dahlovou (Diarsia dahlii) patří k vzácným, avšak charakteristickým druhům Českomoravské vrchoviny.
Smíšené lesní porosty se starými stromy jsou vhodným prostředím pro některé vzácnější druhy ptáků. Hnízdí zde výr velký (Bubo bubo), holub doupňák (Columba oenas), datel černý (Dryocopus martius) a lejsek malý (Ficedula parva). Občas zde hnízdí čáp černý (Ciconia nigra). Ve věži hradu hnízdí několik párů poštolky obecné (Falco tinnunculus). Sklepení hradu je zimovištěm netopýra severního (Eptesicus nilssoni) a netopýra ušatého (Plecotus auritus).

## Ochrana a management

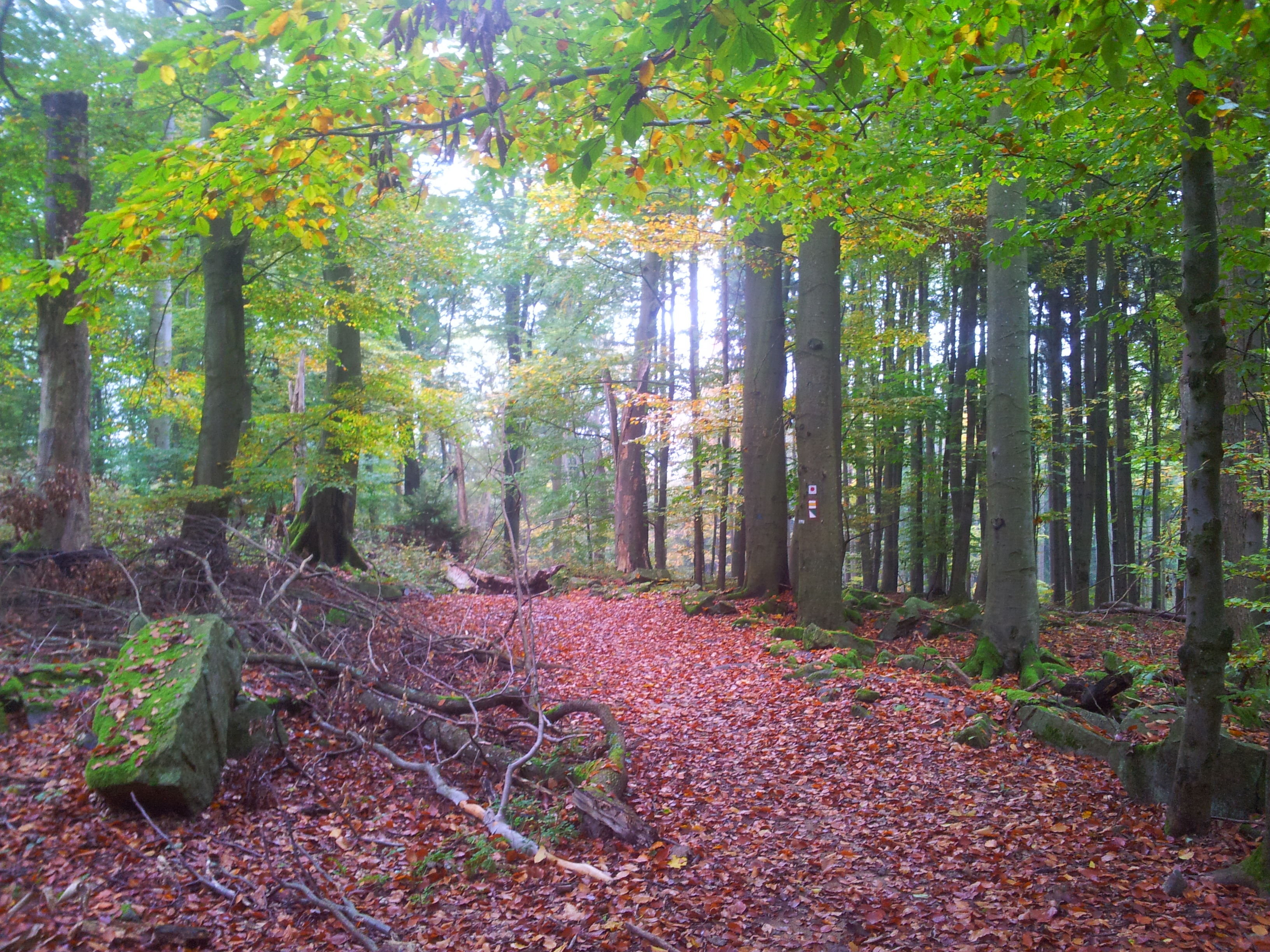
Roštýnská obora

V současné době můžeme o rezervaci mluvit jako o relativně stabilním lesním útvaru, bez výraznějšího ohrožení. Nicméně není možné ponechat rezervaci zcela bez zásahu lidské činnosti, ponechat ji vlastnímu vývoji. Na jejím území i v blízkém okolí se nachází několik druhů na tomto stanovišti nepůvodních dřevin. V budoucnu od nich můžeme čekat samovolné rozšíření do rezervace, čímž by se narušil přirozený ráz chráněného území. Dalším z negativních jevů je ovlivnění části lesa septikem u západní stěny hradu. Zaústění vede do rezervace a silně eutrofizovaná půda nedovoluje růst bylinného patra odpovídajícímu lesnímu typu a tak je nahrazeno rozpínajícím se porostem kopřivy dvoudomé (Urtica dioica)
Dlouhodobý cíl ochrany je dosáhnout, přirozenou obnovou a doplněním chybějících druhů dřevin, přírodním podmínkám lokality. Porosty se stanovištně nevhodnou dřevinnou skladbou postupně přeměnit na lesy přírodě blízké. Cílem je takový stav lesních porostů, aby je bylo možné ponechat samostatnému vývoji.
V současné době se na území přírodní rezervace nachází výzkumná plocha lesnické fakulty Mendelovy zemědělské a lesnické univerzity v Brně.

## Turismus
Přírodní rezervace se nachází, jak již bylo zmíněno, v těsné blízkosti hradu Roštejn.
Lesním prostředím rezervace i obnovenou historickou oborou vede naučná přírodovědná stezka. Z jedenácti informačních tabulí se dozvíme zajímavosti o vývoji lovu zvěře, jak vznikla myslivost, o jejích zvycích a tradicích, o péči o zvěř, seznámíme se také s druhy zvěře, které v oboře žijí.
Vydat se sem mohou také příznivci geocachingu, v rezervaci i na hradě je ukrytých několik keší.